# Steinkiste von Melby
Die Steinkiste von Melby (auch Meelby, dänisch Melby Hellekiste) liegt nordwestlich von Melby bei Frederiksværk auf der Insel Seeland in Dänemark.
Die nordwest-südost-orientierte, etwa 0,5 m hohe Steinkiste liegt auf privatem Grund. Das eine Ende und die Decksteine fehlen komplett. Erhalten sind neun große Megalithen (mit Lücken) an den beiden Längsseiten sowie ein großer Endstein. Die Maße betragen etwa 8,0 × 2,6 m.